# Oeste de Minas
Oeste de Minas è una mesoregione del Minas Gerais in Brasile.

## Microregioni
È suddivisa in 5 microregioni:
- Campo Belo
- Divinópolis
- Formiga
- Oliveira
- Piumhi